# Jessie Mae Robinson
Jessie Mae Robinson (Texas, 1 de outubro de 1918 — Estados Unidos, 26 de outubro de 1966) foi uma musicista e compositora norte-americana.